# Gent-Terneuzenkanalen

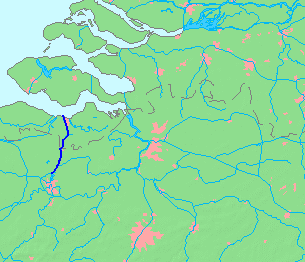
Gent-Terneuzen-kanalen i mörkblått.

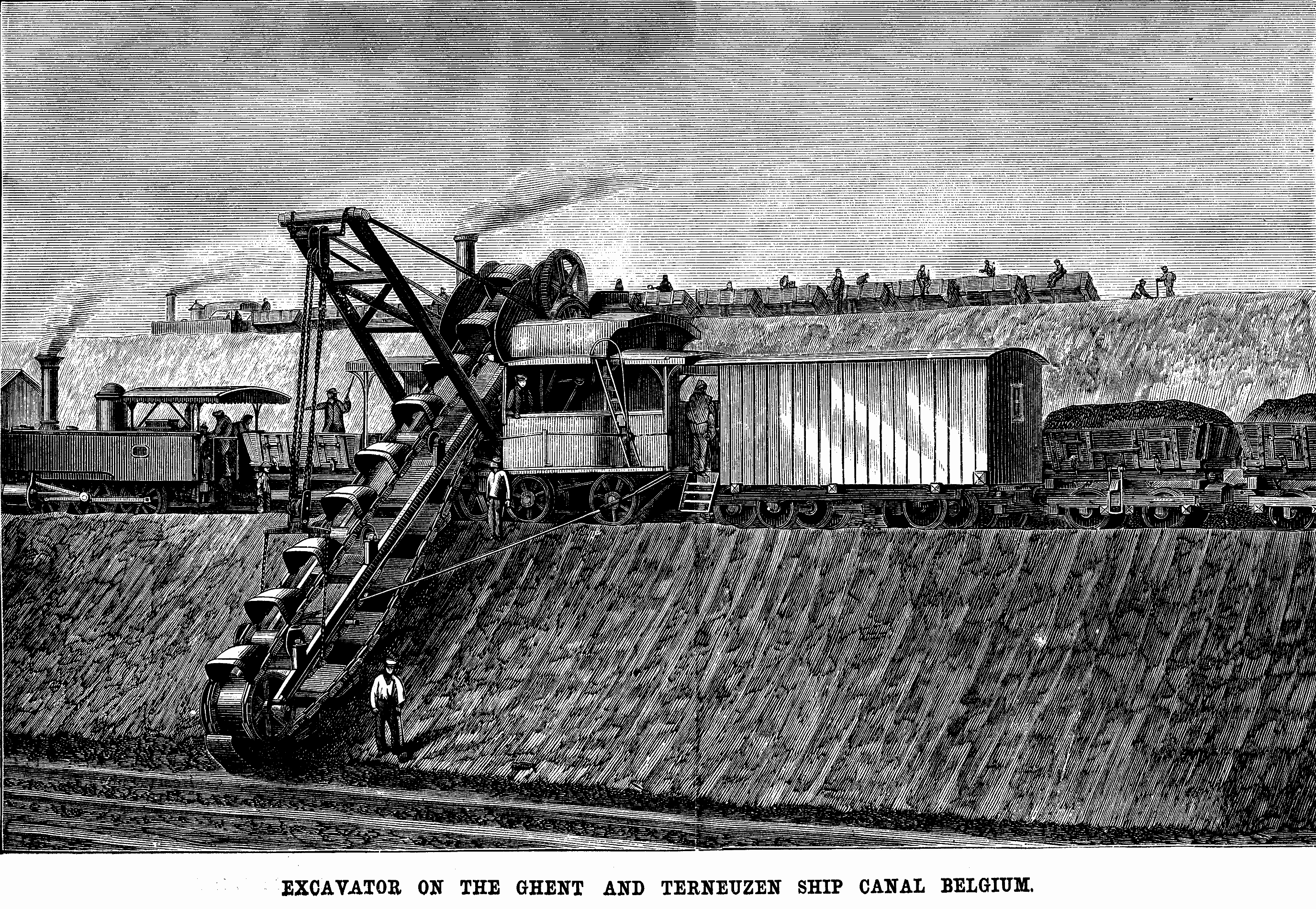
Kanalens konstruktion, 1878.

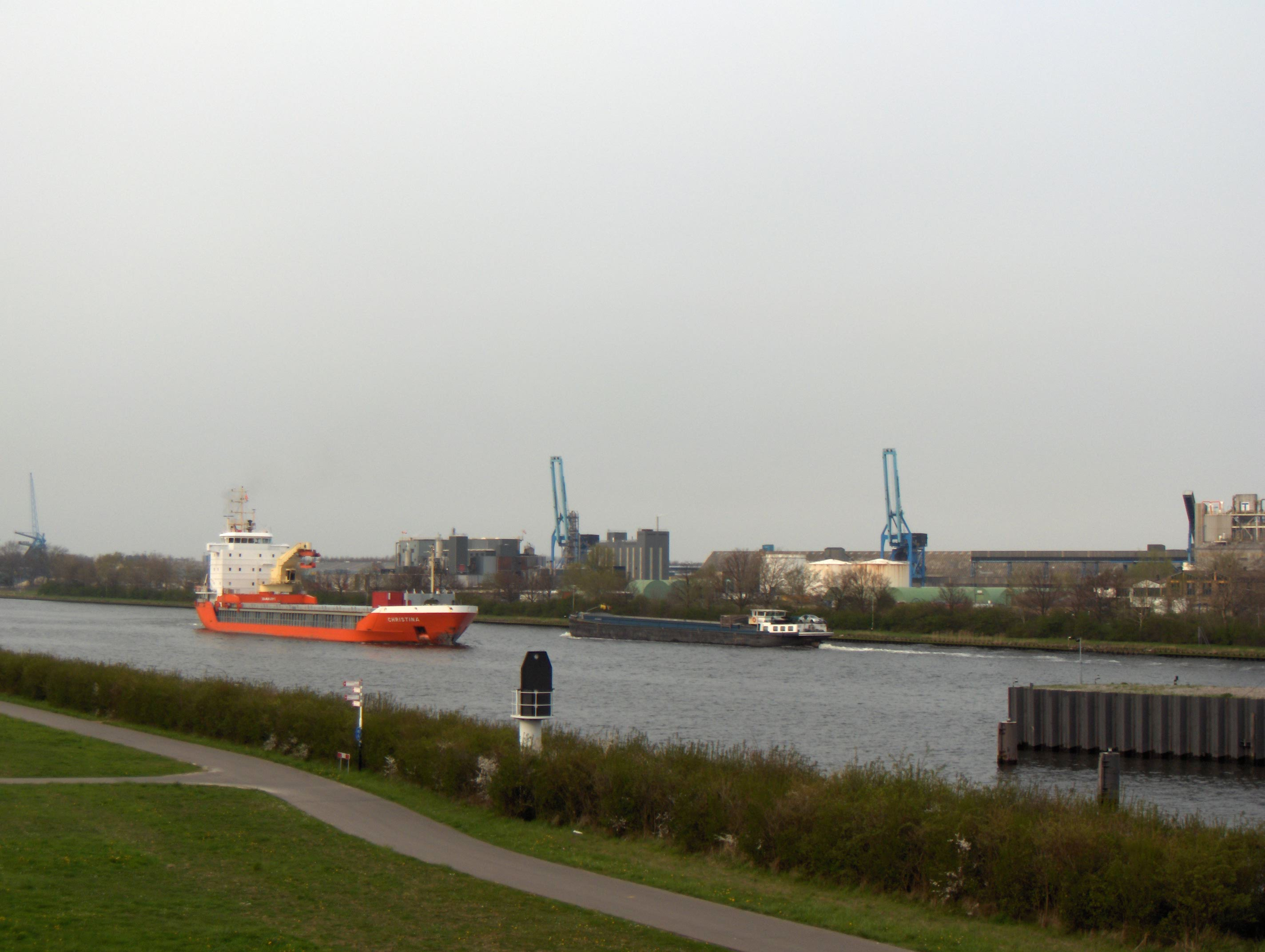
Gent-Terneuzenkanalen.

Gent-Terneuzenkanalen förbinder hamnen i belgiska Gent med nederländska Terneuzen. Industristaden Gent får genom kanalen en förbindelse både till Nordsjön. Trots att Gent ligger långt från kusten är det Belgiens tredje största hamn. 
Kanalen färdigställdes 1827, medan Belgien fortfarande var en del av Nederländerna. Trafiken i kanalen stoppades helt mellan 1830 och 1841 med anledning av den belgiska frigörelsen.
Ursprungligen byggdes kanalen med en bottenbredd av 10 meter och en bredd vid vattenytan av 24 meter. Idag är kanalen ungefär 200 meter bred.